# Bellardina
Bellardina is een ondergeslacht van het geslacht van insecten Tipula in de familie langpootmuggen (Tipulidae).

## Soorten
Deze lijst van 15 stuks is mogelijk niet compleet.
- T. (Bellardina) albimacula (Doane, 1912)
- T. (Bellardina) craverii (Bellardi, 1859)
- T. (Bellardina) cydippe (Alexander, 1947)
- T. (Bellardina) edwardsi (Bellardi, 1859)
- T. (Bellardina) flinti (Alexander, 1970)
- T. (Bellardina) fuscolimbata (Alexander, 1981)
- T. (Bellardina) larga (Alexander, 1946)
- T. (Bellardina) obliquefasciata (Macquart, 1846)
- T. (Bellardina) parrai (Alexander, 1940)
- T. (Bellardina) praelauta (Alexander, 1949)
- T. (Bellardina) pura (Alexander, 1941)
- T. (Bellardina) rupicola (Doane, 1912)
- T. (Bellardina) schizomera (Alexander, 1940)
- T. (Bellardina) theobromina (Edwards, 1920)

- T. (Bellardina) wetmoreana (Alexander, 1947)